# Radlin
Radlin is een stad in het Poolse woiwodschap Silezië, gelegen in de powiat Wodzisławski. De oppervlakte bedraagt 12,53 km², het inwonertal 17.673 (2005).

## Verkeer en vervoer
- Station Radlin Obszary